# Hexabutyldistannan
Hexabutyldistannan oder Bis(tributylzinn) gehört zu den Organozinnverbindungen, konkret zu den Tributylzinnverbindungen.

## Herstellung
Hexabutyldistannan kann hergestellt werden, indem Bis(tributylzinn)oxid (1 Äquivalent) und Tributylzinnhydrid (etwas über 2 Äquivalente) für 4 Stunden unter Argon-Atmosphäre auf 200 °C erhitzt werden.

## Reaktionen
Hexabutyldistannan kann zur Herstellung von Oximen aus Halogenverbindungen verwendet werden. Hierzu wird das Edukt unter Bestrahlung in Benzol mit Hexabutyldistannan und einem Nitrit, beispielsweise Isoamylnitrit, umgesetzt. Photolyse der Zinnverbindung ergibt Tributylzinnradikale, welche viele Halogenverbindungen defunktionalisieren können. Die dabei entstehenden Radikale können durch das Nitrit abgefangen werden, wodurch Oxime gebildet werden. So kann Benzylbromid zu Benzaldoxim oder Iodcyclohexan zu Cyclohexanonoxim umgesetzt werden.
Brom- und Iodsubstituenten an Aromaten können mit Hexabutyldistannan und Tetrabutylammoniumfluorid durch Redaktion durch Wasserstoffatome ersetzt werden. In Gegenwart von Deuteriumoxid können Deuteriumatome eingeführt werden. Auch Alkylhalogenide können mittels Hexabutyldistannan defunktionalisiert werde. Dabei handelt es sich um eine radikalische Reaktion, wofür AIBN als Radikalstarter verwendet werden kann. Als Lösungsmittel wird 1,2-Dimethoxyethan verwendet, als Protonendonator Malonsäure, sowie Thiophenol als Katalysator.
Die Umsetzung von Hexabutyldistannan mit Hydroxyimidoylchloriden in Benzol unter Bestrahlung eignet sich zur Herstellung von Nitriloxiden. Wird diese Reaktion in Gegenwart eines Alkens durchgeführt, kommt es direkt zu einer 1,3-dipolaren Cycloaddition und es wird ein Isoxazolin erhalten.